# RDF/XML
RDF/XML és una sintaxi, definida pel W3C, per expressar (és a dir, serialitzar) grafs RDF com a documents XML. De vegades, erròniament, RDF/XML s'anomena simplement RDF perquè es va presentar juntament amb les altres especificacions del W3C que defineixen RDF i històricament va ser el primer format estàndard del W3C per serialitzar RDF. Encara que el format RDF/XML segueix utilitzant-se, actualment molts usuaris prefereixen altres serialitzacions de RDF, tant perquè són més entenedores, com perquè alguns grafs RDF no es poden representar en RDF/XML degut a les restriccions de la sintaxi dels QNames de XML.